# Bretones en Galicia y Asturias

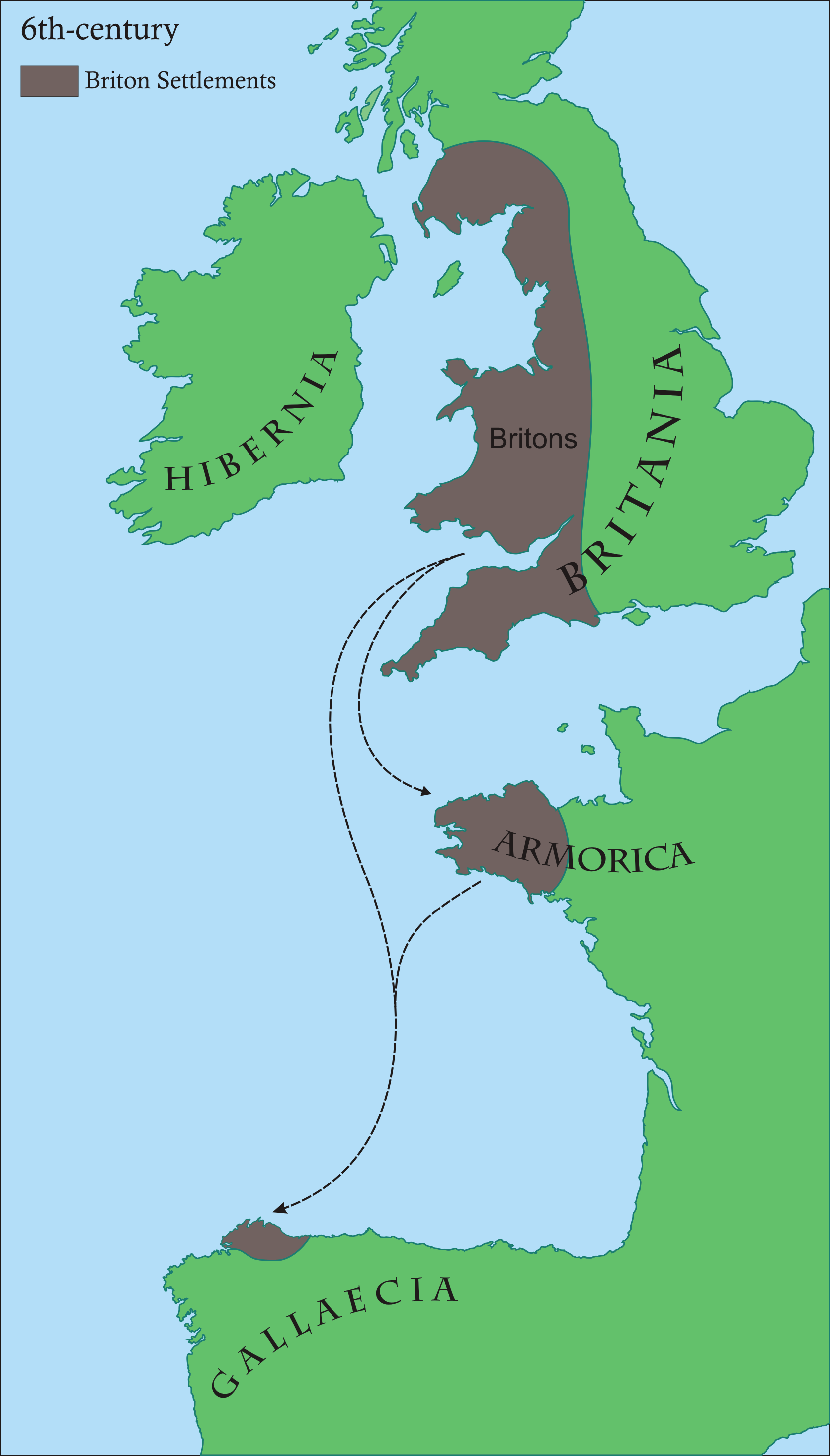
Áreas con culturas de origen britónico en el. El mar era el medio de comunicación entre las diferentes comunidades.

Los bretones de Hispania fueron un grupo étnico de origen celto-británico que se asentó en el noroeste de la península ibérica durante los siglos V y VI. Su lugar de origen, la provincia romana de Britania, se había vuelto crecientemente hostil debido a las invasiones de los pictos, los escotos, y sobre todo de los invasores germánicos. Todo ello les forzó a huir y buscar una nueva patria más allá del mar. Los bretones hispanos se asentaron sobre todo en el territorio de Galicia y la zona occidental de Asturias. Su asimilación se llevó a cabo de una manera muy lenta y dejaron tras de sí una huella en el folclore de este territorio.

## Migraciones bretonas en los siglosVyVI
A mediados del siglo V diversos pueblos germánicos como los anglos, los jutos, los sajones y los frisones comenzaron a asentarse en las zonas orientales de la isla de Britania. Aunque inicialmente su área de asentamiento fue más bien limitada, pronto comenzaron a penetrar hacia el interior, especialmente hacia el valle del río Támesis y la zona oriental de las Midlands.
Comenzó entonces el éxodo de las poblaciones indígenas romano-británicas que se refugiaron en las zonas más occidentales del país: Gales, Cornualles, Cumbria y Strathclyde (suroeste de Escocia). Otros grupos optaron por migraciones más largas y atravesaron el mar, estableciéndose hacia la Armórica, península que «receltizaron» imponiendo su cultura y su lengua y que a partir de este momento tomaría el nombre de Bretaña. De hecho el bretón es una lengua celta insular más estrechamente relacionada con las lenguas celtas de Gran Bretaña que con el galo y el celta continental.

## Asentamiento en Hispania
Otros grupos de emigrantes navegaron todavía más al sur y se establecieron en las costas septentrionales de la Península ibérica, donde llegaron a fundar un obispado, el de Britonia (en la actualidad, Santa María de Bretoña, en Pastoriza) y un monasterio, el de Máximo (Basílica de San Martín de Mondoñedo, situado en la circunscripción de Foz). Esta sede fue mencionada por primera vez por las actas del primer concilio de Braga, celebrado en 561, donde se cita la presencia de un obispo denominado Maliosus, y por los documentos del Concilio de Braga (572), donde aparece el mismo obispo, cuyo nombre se transcribe esta vez como Maeloc o Mahiloc. Al parecer dicho obispado se estructuraba siguiendo el modelo de las iglesias célticas de las islas británicas[cita requerida] y Bretoña, teniendo en su cúspide a un obispo que era a la vez abad.
Según el Parroquial Suevo, documento administrativo redactado probablemente con ocasión del Concilio de Lugo (569), el área de asentamiento de los bretones se extendía por los territorios del Monasterio Máximo y por el área de las Asturias. La cita literal es la siguiente:

Ad sedem Britonorum ecclesias que sut intro Britones una cum monasterio Maximi et que in Asturiis sunt.

Por los restos constructivos y sepulcrales hallados pertenecientes a los siglos VI y VII en la Basílica de San Martín de Mondoñedo muchos estudiosos opinan que el monasterio Máximo pudo haberse ubicado allí, coincidiendo con la época de esplendor del monasterio. Si bien es cierto que otros opinan que se pudo haber situado en la antigua iglesia parroquial de Santa María de Bretoña, principalmente por la semejanza lingüística. Al parecer, la estructura eclesial de los bretones peninsulares se asemejaba a la existente en las islas británicas y en Bretaña: con un obispo en la cumbre, que a su vez era abad y jefe del monasterio.[cita requerida]
En Galicia la zona de mayor poblamiento parece haber sido la costa norte y en general la zona llamada «mindoniense» que debería de extenderse según resulta del Parrochiale desde la comarca de Cavarcos (Barreiros), Sevios (Pol) y Carioca (Rivera Sacra) perteneciente a la sede Lucense hasta el territorio de los pésicos perteneciente a la diócesis Asturiciense conforme resulta del propio Parrochiale. En Asturias además es probable que el área de poblamiento se situase en su zona oriental, principalmente en el área situada entre los ríos Nalón y Sella, y ello por cuanto (la tierra de los pésicos)  situada al sur de la cordillera, esto es los pésicos cismontanos (actual Laciana), pertenecía a la diócesis de Astorga, y no a la de Britonia. Hay numerosos topónimos en Asturias relacionados con la presencia britónica, entre los que se pueden mencionar El Bretón (Avilés), la Fuente los Bretones, la playa de Bretones en Vidiago (Llanes) o el pueblo del mismo nombre en Belonciu (Paelontium), Piloña.

## La sede episcopal britoniense
La sede de Britonia siguió estando representada en los múltiples concilios que se celebraron entre los siglos VI y VIII en Toledo. Concretamente existe una designación a la sede britoniense en los concilios II Bracarense, y concilios IV, VII y VIII de Toledo. El Padre Flórez identifica además esta sede britona con la laniobrense, al hallarse presente por esta sede el obispo Ermerico en el Tercero Concilio de Toledo de 589 y no reaparecer sino hasta cien años después. Tal identificación plantea numerosas incógnitas y particularmente la de si se trataban de dos términos distintos para una misma sede como sostenía el Padre Flórez, o si se trataría de sedes distintas dentro de un mismo territorio. Algunos autores han identificado terminológicamente esta Laniobria con el valle del Bría, así Reigosa Pedrosa opina que es razonable pensar que la palabra Lanobria esté compuesta de Lan que en la lengua celta significa tierra y de la palabra Bría que podría ser el río Bria, que recorre el valle de Mondoñedo y desemboca en Foz.  De ahí también se defienda que aquí en las tierras bañadas por el río Bría se encontraba el monasterio de Máximo, que conforme al conocido documento del rey Silo habría de encontrarse entre los ríos Eo y Masma
De este modo los obispos conocidos de esta sede Britonia- Laniobria serían los siguientes:
1. . Año 572 - MAILOC - Concilio II Bracarense. Episcopus Britoniense
2. . Año 589 – ERMERICO -  Concilio III de Toledo. Episcopus Laniobrense
3. . Año 633 - METOPIO - Concilio IV de Toledo. Episcopus Britoniense
4. . Año 653 - SONNA - Concilio VII de Toledo. Episcopus Britoniense
5. . Año 675 - BELA - Concilio VIII de Toledo. Episcopus Britoniense
6. . Año 683 – BRANDILA- Concilio XIII de Toledo. Episcopus Laniobrense.
7. . Año 693 – SUNIAGISIDO – Concilio XVI de Toledo. Episcopus Laniobrense.

### Disgregación de la sede britoniense
Durante el siglo IX, San Martín de Mondoñedo, sufre el abandono debido a las incursiones normandas lo que propicia que el obispado de Dumio se traslade allí, con el abad Sabarico a la cabeza y el beneplácito del rey Alfonso III. En el año 1112, finalmente, la sede diocesana se lleva a Mondoñedo.
Resulta difícil discernir hasta qué punto los bretones de la península ibérica conservaron su lengua y su identidad étnica con el paso del tiempo. En este sentido, cabe reseñar que la sede de Britonia quedó extinta en el siglo VIII. Sin embargo, todavía en el año 1233 un documento menciona una heredad sita en el concejo de Castro de Rey (Galicia) que pertenecía «a aquellos hombres llamados bretones o biortos, y cuyas mujeres se llamaban chavellas».

## Cultura y tradiciones
En aquellas partes del noroeste hispano dominadas por los britones se implantó una forma de cristianismo céltico cuyas características eran similares al practicado en otros países del arco atlántico como Irlanda o Bretaña.
Tal y como se ha descrito anteriormente, la comunidad cristiana se organizaba en torno al abad de un monasterio (en este caso, el monasterio Máximo) que era a la vez obispo. Este esquema fue implantado por San Patricio durante el proceso de evangelización de Irlanda y con posterioridad se extendió al resto de las islas británicas e incluso a las comunidades de misioneros irlandeses que se habían asentado en Germania.
En el plano estrictamente ritual, las comunidades célticas celebraban la Pascua en fechas distintas a las señaladas por Roma y sus monjes tenían una tonsura diferente a la de las órdenes religiosas de otras partes de la Cristiandad, como la benedictina: A este respecto, en el año 598 el IV Concilio de Toledo condenó la práctica de este tipo de tonsura, que por aquel entonces tan usual era en la provincia de Gallaecia.
Se conservan rezos y canciones religiosas en la lengua de los britones.